# マーガレット・クレイ・ファーガソン

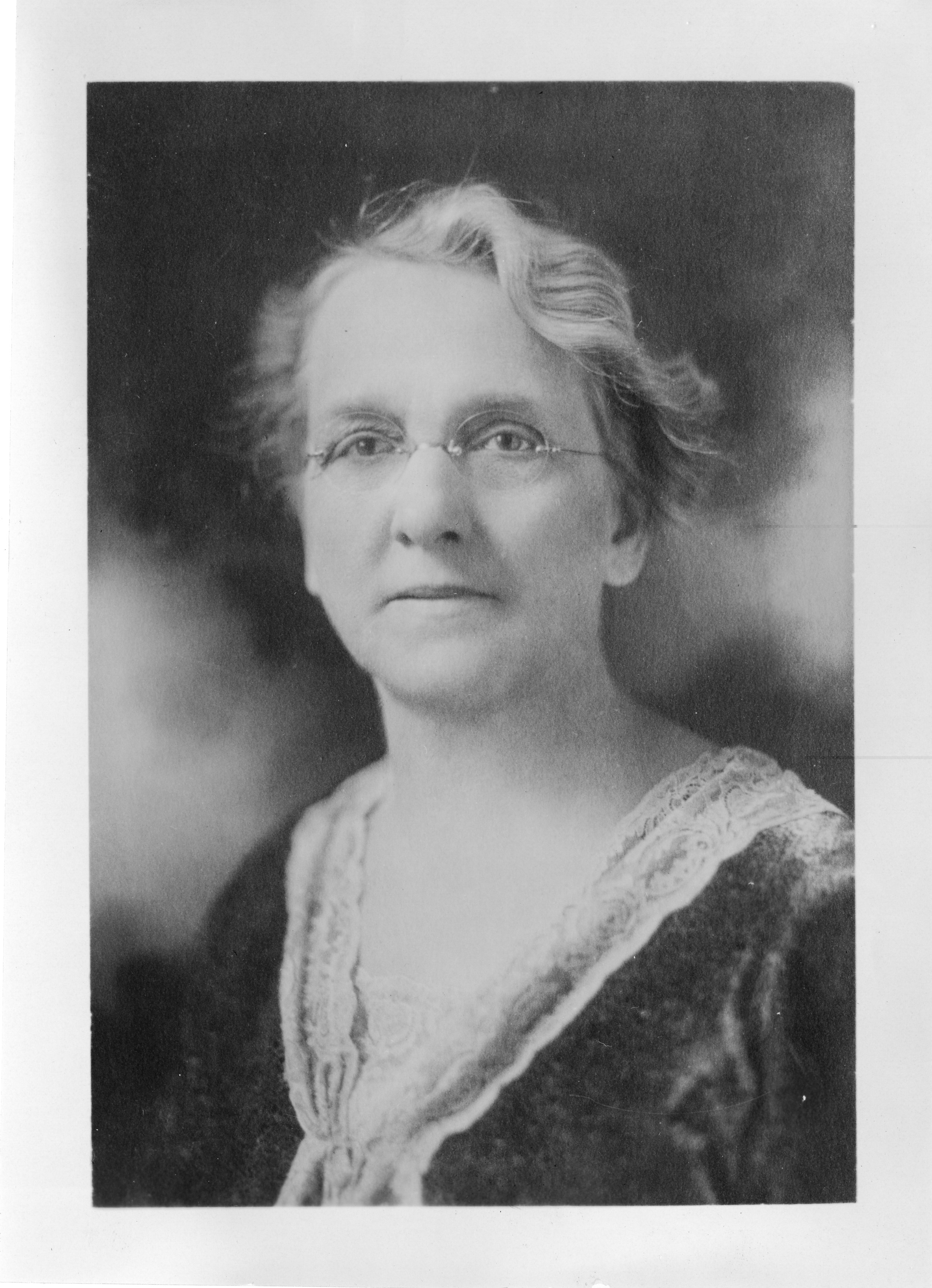
マーガレット・クレイ・ファーガソン

マーガレット・クレイ・ファーガソン（Margaret Clay Ferguson、1863年8月29日 - 1951年8月28日）は、アメリカ合衆国の植物学者である。ウェルズリー大学で多くの女性植物学者を育てた。

## 略歴
ニューヨーク州、ジェファーソン郡のオーリーンズ（Orleans）に生まれた。Genesee Wesleyan Seminary（シラキュース大学の前身の学校）から女性のための教育を掲げたウェルズリー大学に入学し、1891年に植物学、化学を学んで卒業した。1901年にコーネル大学から博士号を取得した。ウェルズリー大学の植物学の教授となり、1930年に学科長になった。
植物分類学の分野で働き、菌類や植物の分類を研究し、顕花植物の花の色や形がメンデルの遺伝の法則に会わない理由も示した。女性植物学者の育成に貢献した。1932年に教授を引退後、1938年まで研究を続けた。
ウェルズリー大学植物園の温室の名前は彼女を記念してMargaret C. Ferguson Greenhousesと命名された。